# 實況足球2018
《實況足球2018》（简稱「PES 2018」）是由科樂美开发的足球模擬電子遊戲，實況足球系列的第21部作品。本遊戲於2017年9月在北美与其他地區發行。 
本作為2018年亞洲運動會電子競技示範項目的電子遊戲之一。

## 外部連結
- 官方网站